# Aristaea thalassias
Aristaea thalassias är en fjärilsart som först beskrevs av Edward Meyrick 1880.  Aristaea thalassias ingår i släktet Aristaea och familjen styltmalar. Inga underarter finns listade i Catalogue of Life.